# Big Brother
Big Brother е телевизионно риалити предаване. 

## Реализация
Идеята за предаването се появява в Нидерландия, където се състои и първото издание през 1999 г. Оттогава негови варианти се срещат по целия свят (Англия, Австралия, Германия, Канада, Испания, САЩ), като това е една от най-успешните телевизионни продукции, включително и в България. Името на шоуто произлиза от романа „1984“ на Джордж Оруел, в който Големия брат (Big Brother) управлява диктатурата си, като непрекъснато наблюдава поданиците си чрез техните телевизионни екрани и им напомня това с фразата „Големия брат те наблюдава“.

## Сезони
| Сезон | Сезон   | Име                           | ТВ сезон      | Основен канал | LIVE канал   | Дни | Старт        | Финал        | Победител                 | Награда                       |
| ----- | ------- | ----------------------------- | ------------- | ------------- | ------------ | --- | ------------ | ------------ | ------------------------- | ----------------------------- |
|       | 1.(1)   | Big Brother                   | 2004 – 2005   | NOVA          | NOVA+        | 92  | 18 октомври  | 17 януари    | Здравко Василев           | 200 000 лв.                   |
|       | 2.(2)   | Big Brother 2                 | 2005 (есен)   | NOVA          | NOVA+        | 92  | 19 септември | 19 декември  | Мирослав Атанасов         | 200 000 лв.                   |
|       | 3.(1)   | VIP Brother                   | 2006 (пролет) | NOVA          | NOVA+        | 29  | 13 март      | 10 април     | Константин                | 50 000 лв.                    |
|       | 4.(3)   | Big Brother 3                 | 2006 (есен)   | NOVA          | NOVA+        | 85  | 18 септември | 11 декември  | Любов Станчева            | 200 000 лв.                   |
|       | 5.(2)   | VIP Brother New               | 2007 (пролет) | NOVA          | NOVA+        | 33  | 26 март      | 27 април     | Христина Василева         | 100 000 лв.                   |
|       | 6.(4)   | Big Brother 4                 | 2008 (есен)   | NOVA          | NOVA+        | 84  | 22 септември | 14 декември  | Георги Алурков            | 300 000 лв.                   |
|       | 7.(3)   | VIP Brother 3                 | 2009 (пролет) | NOVA          | Diema 2      | 56  | 16 март      | 10 май       | Део                       | дарени над 2 000 000 лв.      |
|       | 8.(1)   | Big Brother Family            | 2010 (пролет) | NOVA          | Diema Family | 81  | 22 март      | 10 юни       | сем. Кузмови              | 200 000 лв., кола, апартамент |
|       | 9.(4)   | VIP Brother 2012              | 2012 (есен)   | NOVA          | Diema Family | 63  | 16 септември | 17 ноември   | Орлин Павлов              | 40 000 лв., плакет            |
|       | 10.(1)  | Big Brother All Stars 2012    | 2012 (есен)   | NOVA          | Diema Family | 29  | 19 ноември   | 17 декември  | Никола Настески           | автомобил                     |
|       | 11.(5)  | VIP Brother 2013              | 2013 (есен)   | NOVA          | Diema Family | 62  | 15 септември | 16 ноември   | Станка Златева            | плакет                        |
|       | 12.(2)  | Big Brother All Stars 2013    | 2013 (есен)   | NOVA          | Diema Family | 29  | 18 ноември   | 16 декември  | Златка Димитрова          | автомобил                     |
|       | 13.(6)  | VIP Brother: Образцов дом     | 2014 (есен)   | NOVA          | Diema Family | 64  | 15 септември | 17 ноември   | Влади Въргала             | плакет                        |
|       | 14.(3)  | Big Brother All Stars 2014    | 2014 (есен)   | NOVA          | Diema Family | 27  | 19 ноември   | 15 декември  | Тодор Славков             | плакет, автомобил             |
|       | 15.(5)  | Big Brother: 100% натурален   | 2015 (лято)   | NOVA          | –            | 26  | 17 август    | 11 септември | Никита Джонсън            | 26 651 лв., автомобил         |
|       | 16.(7)  | VIP Brother: 100% напудрен    | 2015 (есен)   | NOVA          | –            | 62  | 13 септември | 13 ноември   | Джино Бианкалана          | плакет                        |
|       | 17.(4)  | Big Brother All Stars 2015    | 2015 (есен)   | NOVA          | –            | 29  | 16 ноември   | 14 декември  | Деси Слава                | автомобил                     |
|       | 18.(8)  | VIP Brother: Играта загрубява | 2016 (есен)   | NOVA          | –            | 62  | 11 септември | 11 ноември   | Миглена Ангелова          | плакет                        |
|       | 19.(9)  | VIP Brother: Любовта е...     | 2017 (есен)   | NOVA          | –            | 61  | 11 септември | 10 ноември   | Йонислав Йотов (Тото)     | плакет                        |
|       | 20.(5)  | Big Brother: Most Wanted 2017 | 2017 (есен)   | NOVA          | –            | 29  | 13 ноември   | 11 декември  | Джино Бианкалана          | плакет                        |
|       | 21.(10) | VIP Brother: Женско царство   | 2018 (есен)   | NOVA          | –            | 54  | 10 септември | 2 ноември    | Атанас Колев              | плакет                        |
|       | 22.(6)  | Big Brother: Most Wanted 2018 | 2018 (есен)   | NOVA          | –            | 36  | 5 ноември    | 10 декември  | Стефан Иванов (Уош Ем Си) | плакет                        |
|       | 23.(6)  | Big Brother 6                 | 2024 (есен)   | NOVA          | NOVA Play    | 54  | 8 октомври   | 30 ноември   | Марио Тодоров             | 100 000 лв., автомобил        |
|       | 24.(7)  | Big Brother 7                 | 2025 (есен)   | NOVA          | NOVA Play    |     | 21 септември | декември     |                           | 100 000 лв., автомобил        |

На 16 юли 2024 г. от 22:00 часа по случай 30-годишнината на Нова телевизия е излъчено специално двучасово издание на предаването съдържащо най-добрите моменти от неговата история.

### Водещи
| Сезон                         | Година      | Водещи        | Водещи                 | Водещи           |
| ----------------------------- | ----------- | ------------- | ---------------------- | ---------------- |
| Big Brother                   | 2004 – 2005 | Ники Кънчев   | Евелина Павлова        |                  |
| Big Brother 2                 | 2005        | Ники Кънчев   | Евелина Павлова        |                  |
| VIP Brother                   | 2006        | Ники Кънчев   | Евелина Павлова        |                  |
| Big Brother 3                 | 2006        | Ники Кънчев   |                        |                  |
| VIP Brother New               | 2007        | Ники Кънчев   |                        |                  |
| Big Brother 4                 | 2008        | Милен Цветков | Румен Луканов          |                  |
| VIP Brother 3                 | 2009        | Ники Кънчев   | Димитър Рачков         | Мария Игнатова   |
| Big Brother Family            | 2010        | Ники Кънчев   |                        |                  |
| VIP Brother 2012              | 2012        | Ники Кънчев   | Александра Сърчаджиева |                  |
| Big Brother All Stars 2012    | 2012        | Ники Кънчев   | Александра Сърчаджиева |                  |
| VIP Brother 2013              | 2013        | Ники Кънчев   | Александра Сърчаджиева |                  |
| Big Brother All Stars 2013    | 2013        | Ники Кънчев   | Александра Сърчаджиева |                  |
| VIP Brother: Образцов дом     | 2014        | Ники Кънчев   | Александра Сърчаджиева |                  |
| Big Brother All Stars 2014    | 2014        | Ники Кънчев   | Александра Сърчаджиева |                  |
| Big Brother: 100% натурален   | 2015        | Ники Кънчев   | Александра Сърчаджиева |                  |
| VIP Brother: 100% напудрен    | 2015        | Ники Кънчев   | Александра Сърчаджиева |                  |
| Big Brother All Stars 2015    | 2015        | Ники Кънчев   | Александра Сърчаджиева |                  |
| VIP Brother: Играта загрубява | 2016        | Ники Кънчев   | Александра Сърчаджиева |                  |
| VIP Brother: Любовта е...     | 2017        | Ники Кънчев   | Александра Сърчаджиева | Миглена Ангелова |
| Big Brother: Most Wanted 2017 | 2017        | Ники Кънчев   | Александра Сърчаджиева |                  |
| VIP Brother: Женско царство   | 2018        | Ники Кънчев   | Александра Сърчаджиева | Азис             |
| Big Brother: Most Wanted 2018 | 2018        | Ники Кънчев   | Александра Сърчаджиева | Азис             |
| Big Brother 6                 | 2024        | Башар Рахал   | Александра Богданска   |                  |
| Big Brother 7                 | 2025        | Башар Рахал   | Александра Богданска   |                  |

## Big Brother

### Сезон 1
Първият сезон стартира на 18 октомври 2004 г. Наградата е 200 000 лева. Първият победител в българския вариант на Big Brother е Здравко Василев, който е избран от зрителите за победител на 17 януари 2005, когато е финалът на шоуто. Водещи на предаването са Ники Кънчев и Евелина Павлова. Първоначално участниците са 12, като по-късно влизат общо 3 резерви (първо Тихомир, по-късно Венета и Зейнеб). 24-часовото излъчване от къщата се предава по временен кабелен канал – „NOVA+“.

#### Участници
Финално класиране:
- 1. Здравко Василев (27) (победител)
- 2. Светлозара Трендафилова „Зара“ (19)
- 3. Виктор Жечков (27)
- 4. Алиджан Алиев (31)
- 5. Зейнеб Маджурова (19)
- 6. Тихомир Георгиев (31)
- 7. Венета Милева-Илиева (36)
- 8. Мариела Киселкова „Мел“ (23)
- 9. Светлан Шевров „Гроши“ (32)
- 10. Найден Найденов (24)
- 11. Стойка Стефанова (25)
- 12. Маргарита Григорова (38)
- 13. Силвия-Александра Дочева (25)
- 14. Анелия Иванова (31)
- 15. Димитър Казълов (40)

### Сезон 2
Вторият сезон стартира на 19 септември 2005, като водещи отново са Ники Кънчев и Евелина Павлова. Победител е Мирослав Атанасов, който спечели 200 000 лева. 24-часовото излъчване от къщата се предава по Нова+. При започването на сезона къщата не е завършена и трябваше участниците да я ремонтират.
Първоначално участващите са 19, като по-късно нови четирима участници влязоха като резерви.

#### Участници
Финално класиране
- 1. Мирослав Атанасов (25) (победител)
- 2. Леонардо Бианки „Лео“ (31)
- 3. Стефан Кемалов „Бат Сали“ (28)
- 4. Звезделин Минчев „Вего“ (40)
- 5. Иван Найденов (35)
- 6. Ирена Василева (39)
- 7. Даниела Димитрова (24)
- 8. Елена Ромеле (39)
- 9. Мая Йоцова (19)
- 10. Мариян Захариев (28)
- 11. Радомира Косаджиева (18)
- 12. Миглена Каменова (29)
- 13. Пламена Николаева (21)
- 14. Елена Георгиева (23)
- 15. Силвия Драгоева (23)
- 16. Недялко Лазаров (31)
- 17. Петко Василев (27)
- 18. Радослав Стоянов (21)
- 19. Силва Братанова (20)

### Сезон 3
Третият сезон започна на 18 септември 2006. Водещ е Ники Кънчев. Наградата в третия сезон е 500 000 лева, но за всяко едно нарушение, тя е намалявана с по 5000 лева. Поради множеството глоби, Биг Брадър даде на съквартирантите две мисии, с които те успяха да възвърнат част от стопената награда. В крайна сметка, победителят получи 200 000 лева – същата сума, която спечелиха победителите в първите два сезона на шоуто. Денонощното излъчване отново е по Нова+.
Вместо късни нецензурирани версии на Big Brother от вторник до петък се излъчва ток-шоуто „Голямата уста“, което също е по формат на Ендемол. Излъчва се и с голям успех в Англия под името „Big Brother's Big Mouth“. Водещият на българския вариант на Голямата уста е Дим Дуков.
Първоначално участниците са 16, като по-късно влязоха 3 резерви.

#### Участници
Финално класиране:
- 1. Любов Станчева (21) (победител)
- 2. Виолета Кондова (57)
- 3. Лиляна Ангелова (25)
- 4. Палома Сантана (18)
- 5. Боян Ангелов (23)
- 6. Тодор Карагьозов (34)
- 7. Вяра Станчева (21)
- 8. Павел Таков (24)
- 9. Надежда Станчева (21)
- 10. Пеньо Даскалов (20)
- 11. Светлана Стойчева (29)
- 12. Борислав Борисов (25)
- 13. Ева Митева (29)
- 14. Гаро Папазян (37)
- 15. Дияна Николова (21)
- 16. Панайот Кючуков „Пацо“ (23)
- 17. Мариола Инджова (26)
- 18. Пламен Върбанов (44)

### Сезон 4
Сезон 4 започва на 22 септември 2008 г. Вместо в къщата, участниците са настанени в два двора, които имитират самолетна катастрофа по примера на сериала Изгубени.
Денонощното излъчване отново е по Нова+.
Предаването е с нова концепция, след като изпълнителен продуцент вече е Димитър Митовски, а не досегашният титуляр Нико Тупарев, който се отделя от „SIA“. Водещ на четвъртия сезон е Милен Цветков.

#### Участници
Финално класиране:
- 1. Георги Алурков (28) (победител)
- 2. Наталия Михайлова (30)
- 3. Даниела Костова (28)
- 4. Денислав Минев (23)
- 5. Таня Велкова (21)
- 6. Самие Джеферова (56)
- 7. Венцислав Даскалов (27)
- 8. Иванина Колева (21)
- 9. Мартин Иванов (24)
- 10. Филип Ралев (31)
- 11. Виолета Пенева (28)
- 12. Константин Михайлов (32)
- 13. Умберто Дасилва (27)
- 14. Жени Червенкова (47)
- 15. Цветан Христов (40)
- 16. Иван Гюмишев (58)
- 17. Владимир Иванов (28)
- 18. Камен Тонов (22)
- 19. Мила Петрова (35)
- 20. Емилия Арабаджиева (29)
- 21. Ирена Иванова (24)
- 22. Петър Георгиев (23)
- 23. Ангелина Ангелова (19)
- 24. Данаил Панчев (37)
- 25. Даниел Делчев (25)
- 26. Нели Христова (25)

### Сезон 5
На 17 август 2015 г. стартира петия сезон на шоуто. Този сезон носи името „100% натурален“. Първоначално наградата е 50 000 лева и лек автомобил, но след многократно санкциониране на съквартирантите сумата възлиза на 26 651 лева. Водещ на предаванията на живо е Ники Кънчев, а на т. нар. „дейли епизоди“, където се показват най-интересните събития от къщата в последните дни, водеща е Александра Сърчаджиева. Пряко излъчване от къщата се излъчва всеки следобед по Диема Фемили.

#### Участници
Финално класиране:
- 1. Никита Джонсън (38) (победител)
- 2. Кирил Симеонов (30)
- 3. Пламен Богданов (22)
- 4. Анита Болярова (36)
- 5. Екатерина Балабанова „Катя“ (28)
- 6. Аделина Банакиева-Иванова „Ади“ (46)
- 7. Николина Маркова (29)
- 8. Пламен Димитров (25)
- 9. Ирена Петрова (30)
- 10. Силвия Юрукова (26)
- 11. Борис Братухчев (34)
- 12. Цветелин Николов (38)
- 13. Кристиян Стойков (21)

### Сезон 6
На 27 януари 2024 г., след 6-годишно прекъсване, Нова телевизия обявява завръщането на предаването в ефир. На 8 октомври от 21:30 стартира шестият сезон на шоуто с водещи Башар Рахал и Александра Богданска. Дейли епизодите се излъчват от вторник (от 11 ноември - понеделник) до петък от 22:00, а елиминациите на живо са всяка събота от 21:00 ч. Всеки понеделник (от 10 ноември - всяка неделя) между 16:00 и 18:00 ч. се излъчва пряко предаване от къщата в приложението NOVA PLAY. Посредством приложението за първи път зрителите могат да гласуват за участниците онлайн, чрез анкета в апликацията, вместо чрез SMS-и. От този сезон стартира и подкастът „Голямата сестра“, а водеща е Елена Сергова.

#### Участници
Финално класиране:
- 1. Марио Тодоров (34) (победител)
- 2. Георги Марков (38)
- 3. Георги Трифонов (22)
- 4. Ванеса Георгиева (29)
- 5. Радостин Цонев (49)
- 6. Атижа Барзев (28)
- 7. Ивонне Тихина (49)
- 8. Пламен Гърдев (58)
- 9. Веселка Маринова (24)
- 10. Виктор Ангелов (29)
- 11. Теодора Янева „Беба“ (25)
- 12. Петър Гришев (35)
- 13. Косара Колева (29)
- 14. Кристи Кирилова (25)
- 15. Анджела Ташева (24)
- 16. Николай Кънев (23)

Сезон 7
На 18 август беше потвърдена дата на старта на седмич сезон на риалитито.То ще започне на 21 септември от 20:00 в ефира на Нова телевизия. Седмият сезон ще приюти 15 напълно непознати лица (Обикновени хора). Сезонът общава да бъде по-цветен от всякога,водещи ще бъдат отново Александра Богданска и Башар Рахал.
- 1.
- 2.
- 3.
- 4.
- 5.
- 6.
- 7.
- 8.
- 9.
- 10.
- 11.
- 12.
- 13.
- 14.
- 15.

## Big Brother Family
Big Brother Family  е шоу в което участват семейни двойки. Времетраенето е около 3 месеца.

### Сезон 1
Сезон 1 на Big Brother Family стартира на 22 март 2010 г. Това е първият сезон на шоуто, в който участват семейства. Денонощното излъчване е по Диема Фемили. Водещ е Ники Кънчев. Наградата в този сезон е 200 000 лв., апартамент в София и чисто нов лек автомобил.

#### Участници
Финално класиране:
- 1. Ели и Веселин Кузмови (34 и 32) (победители)
- 2. София и Цончо Колеви (58 и 59)
- 3. Сашка и Павлин Чипеви (30 и 32)
- 4. Диана и Добрин Стефанови (28 и 30)
- 5. Корнелия и Христо Трифонови (32 и 38)
- 6. Цанка и Антони Генчеви (39 и 40)
- 7. Елеонора и Давид Качанови (19 и 26)
- 8. Борислава и Пламен Иванови (32 и 34)
- 9. Магдалена и Динко Господинови (24 и 26)
- 10. Анджелика и Радослав Петрови (29)
- 11. Радка и Чавдар Каменарови (62)
- 12. Ванеса и Цветелин Цветанови (17 и 32)
- 13. Мария и Стоян Шопови (25 и 24)
- 14. Боряна и Боян Милеви (36 и 37)
- 15. Кристияна и Массимо Леомани (36 и 39)

## VIP Brother
VIP Brother е версия на Big Brother, в която участват само известни личности. Времетраенето е по-малко, около месец (първият сезон на шоуто продължава 29 дни, а вторият – 33). От третия сезон шоуто вече е с времетраене 2 месеца. Номинациите и елиминациите са два пъти седмично.

### Сезон 1
Първият сезон започва на 13 март 2006 година. Водещи са Ники Кънчев и Евелина Павлова, а 24-часов канал е Нова+.
Победител е Константин, който спечели наградата от 50 000 лева.

#### Участници
Финално класиране:
- 1. Константин (попфолк певец) (победител)
- 2. Виолета Здравкова (Мис България 1999)
- 3. Дичо Христов (поп певец)
- 4. Митьо Пищова (шоумен)
- 5. Дим Дуков (бизнесмен)
- 6. Кирил Вълчев – Киро Скалата (бизнесмен)
- 7. Лилана (поп певица)
- 8. Любомир Милчев „Денди“ (писател)
- 9. Галя Курдова (поп певица)
- 10. Райна (попфолк певица)
- 11. Галя Литова (модел)
- 12. Весела Нейнски (оперна певица, актриса)

### Сезон 2
Сезон 2 започна на 26 март 2007. Победител е Христина Василева – съпругата на победителя от Big Brother 1 – Здравко. Водещ е Ники Кънчев, а 24-часов канал – Нова +.

#### Участници
Финално класиране:
- 1. Христина Василева (съпруга на Здравко от Big Brother 1) (победител)
- 2. Деси Слава (попфолк певица)
- 3. Николай Първанов „Ники Китаеца“ (интимен приятел на Азис)
- 4. Катерина Евро (актриса)
- 5. Тихомир Георгиев (съпруг на Венета Райкова, участник в Big Brother 1)
- 6. Маги Желязкова (Мисис България 2003)
- 7. Калин Вельов (певец, музикант)
- 8. Здравко Василев (победител в Big Brother 1)
- 9. Венета Райкова (ТВ водеща)
- 10. Азис (попфолк певец)
- 11. Росица Новева (приятелка на Иван Зографски)
- 12. Петя Павлова (поп певица)
- 13. Веселин Данов (политик)

### Сезон 3
16 март 2009 г. продуцент е  Нико Тупарев от новосформираната фирма „Old School“. Водещ отново е Ники Кънчев, като в понеделник му партнират Димитър Рачков и Мария Игнатова. Денонощното излъчване е по Диема 2. Победител е певецът Део.

#### Участници
Финално класиране:
- 1. Део (рап певец, ТВ водещ) (победител)
- 2. Мария Гроздева (олимпийски шампион по спортна стрелба)
- 3. Тодор Славков (бизнесмен, син на Иван Славков и внук на Тодор Живков)
- 4. Софи Маринова (попфолк певица)
- 5. Ицо Хазарта (рап певец)
- 6. Петя Дикова (журналист, ТВ водеща)
- 7. Ивайла Бакалова (Мис България 2001, модел)
- 8. Саша Антунович (бивш футболист)
- 9. Божидара Бакалова (моден дизайнер)
- 10. Милко Калайджиев (попфолк певец)
- 11. Аня Пенчева (актриса)
- 12. Гала (ТВ водеща)
- 13. Емил Кошлуков (политик)
- 14. Устата (рап певец)
- 15. Кристияна Вълчева (една от т.нар. „сестри от Либия“)
- 16. Антония Петрова (Мис България 2009, модел)
- 17. Дачо (интимен приятел на Софи Маринова)

### Сезон 4
Сезон 4 („VIP Brother 2012“) стартира на 16 септември 2012 г. Водещ на предаванията на живо в понеделник и сряда е Ники Кънчев, а на т.нар „дейли епизоди“, където се показват най-интересните събития от къщата в последните дни, водещ е Александра Сърчаджиева. Тези епизоди се излъчват от понеделник до събота от 20:00 ч. по Нова телевизия. Епизодите с Ники Кънчев са двучасови, а останалите – едночасови. Всеки делник от 13:30 до 15:30 има излъчване на живо от къщата по Диема Фемили, а в понеделник от 18:00 до 20:00 и от вторник до петък от 19:00 до 20:00 часа отново по Диема Фемили се излъчва най-интересното от къщата. Има и късно нецензурирано издание на шоуто от понеделник до петък от 23:45 до 00:30 по Нова телевизия.
„VIP Brother 4“ завърши с 4-часов финал на живо в ефира на Нова телевизия на 17 ноември и победител стана поп певецът Орлин Павлов. Той спечели приза и плакета „Любима звезда на България“, както и сума отговаряща на броя събрани от него медальони – 4 броя по 10 000 лева – общо 40 000 лв.

#### Участници
В ден 1 (16 септември) в къщата влизат 11 известни български личности, като Ирен Кривошиева и синът ѝ Владимир Данаилов се смятат за един и при елиминации се номинират заедно. На втория ден (17 септември) в къщата влиза първия специален гост и първата чуждестранна звезда в българското издание на VIP Brother – Памела Андерсън, както и още 3 съквартиранти. Така съквартирантите в къщата стават общо 13 (14 души) и един специален гост. Памела Андерсън напуска къщата на 19 септември. На първите елиминации от къщата си тръгва Соня Култуклиева, а на нейно място влиза Люси Дяковска и новият специален гост Иван Ласкин. На 26 септември (ден 11) в къщата влиза нов съквартирант – Камелия Веселинова, която е интимна приятелка на Люси Дяковска с тайна мисия да се преструва на годеница на немски принц. Ако мисията ѝ е успешна тя ще остане да живее в къщата. На 10 октомври две седмици след началото на мисията на съквартирантите е съобщено за нея, обявен е нейния край и мисията е обявена за неуспешна. Въпреки това Биг Брадър дава възможност на Камелия да остане в къщата ако останалите съквартиранти нямат нищо против. Камелия остава в къщата след гласуване, в което повечето от съквартирантите са заявили, че нямат нищо против тя да остане в къщата. Втория специален гост в къщата Иван Ласкин напуска шоуто на 15 октомври. На 22 октомври (ден 37) в къщата влизат тризначките Вяра, Надежда и Любов – участнички в Big Brother 3 като Специални гости на къщата. Те са „плавен преход“ към започващия веднага след финала на VIP Brother 2012 – Big Brother All-Stars. По време на живото предаване на 22 октомври Любен Дилов – син и водещия Ники Кънчев се хващат на бас дали Кристина Патрашкова (която е номинирана за изгонване) ще бъде изгонена от къщата. Кристина е изгонена от къщата и Любен Дилов – син загубва баса. Ники Кънчев печели и на 29 октомври Любен Дилов – син влиза в къщата като специален гост. На 31 октомври (ден 46) в къщата влиза приятелят на Мариана Попова – Ханес, за да ѝ предложи брак на живо в ефира на Нова телевизия. Той ѝ предлага брак в специално декорираната за случая градина и тя го приема. След предложението той остава в къщата. Ханес напуска къщата на 5 ноември (ден 51). В същия ден специалният гост в къщата – Любен Дилов – син напуска съквартирантите. Победител е Орлин Павлов. Вяра, Надежда и Любов остават в къщата, за да посрещнат новите съквартиранти от Big Brother All Stars 2012.
Финално класиране:
- 1. Орлин Павлов (поп певец, актьор) (победител)
- 2. Димитър Ковачев Фънки (продуцент, музикант)
- 3. Къци Вапцаров (ТВ водещ)
- 4. Никол Станкулова (синоптик)
- 5. Благой Иванов – Багата (Самбо и MMA боец, бивш приятел на Златка Димитрова)
- 6. Златка Димитрова (Мис Плеймейт 2009, модел, бивша приятелка на Благой Иванов „Багата“)
- 7. Камелия Веселинова (интимна приятелка на Люси Дяковска)
- 8. Люси Дяковска (поп певица)
- 9. Мариана Попова (поп певица)
- 10. Юлиян Константинов (оперен певец)
- 11. Николай Мартинов (фитнес инструктор, победител в Survivor 3)
- 12. Кристина Патрашкова (журналист)
- 13. Бони (попфолк певица)
- 14. Ирен Кривошиева (актриса) и Владимир Данаилов (извънбрачен син на Стефан Данаилов)
- 15. Аксиния (поп певица)
- 16. Соня Колтуклиева (журналист)

### Сезон 5
Сезон 5 („VIP Brother 2013“) стартира на 15 септември 2013 г. В ден 2 (16 септември) в къщата влиза специален гост втората чуждестранна звезда в българския VIP Brother, Парис Хилтън. Парис Хилтън напуска къщата на 18 септември (ден 4). На 21 октомври влиза нов специален гост Златка Димитрова (участник във „VIP Brother 2012“), а седмица по-късно (28 октомври) влиза Златка Райкова. Победител е Станка Златева, а Златка Райкова и Златка Димитрова остават в къщата за да посрещнат новите съквартиранти от Big Brother All Stars 2013.

#### Участници
Финално класиране:
- 1. Станка Златева (състезателка по борба) (победител)
- 2. Мариан Кюрпанов (модел, актьор)
- 3. Ваня Червенкова (собственик на акционерни дружества)
- 4. Пламен Медаров (бизнесмен)
- 5. Лияна (попфолк певица)
- 6. Тервел Пулев (боксьор)
- 7. Стойко Сакалиев (футболист)
- 8. Мира Радева (социолог)
- 9. Ирина Флорин (поп певица)
- 10. Мишо Шамара (рап певец)
- 11. Йоана Захариева (поп певица)
- 12. Павел Чернев (политик)
- 13. Анна Янова-Катур (дъщеря на Мира Радева, певица)
- 14. Джаред Катур (съпруг на Анна Янова, музикант)
- 15. Ивайло Станчев (приятел на Мира Радева)
- 16. Еделвайс (порно актриса)
- 17. Ангел Рашков (бизнесмен, син на ромския бос Кирил Рашков)

### Сезон 6
Сезон 6 („VIP Brother 2014“) стартира на 15 септември 2014 г. и получава мотото „VIP Brother: Образцов дом“. Този сезон е посветен на Комунистическа България (1944 – 1989) и участниците са разделени в две къщи – резиденция и общежитие. На 15 октомври (ден 31) влиза първия и единствен специален гост за сезона – Людмила Захажаева (майка на Албена Вулева). Людмила излиза от къщата на 10 ноември (ден 57). Победител в шестия сезон е Влади Въргала.

#### Участници
Финално класиране:
- 1. Влади Въргала (актьор) (победител)
- 2. Йорданка Христова (поп певица)
- 3. Уош Ем Си (рап певец)
- 4. Евгения Калканджиева (Мис България 1995, модел) и Стефан Манов „Тачо“ (съпруг на Евгения Калканджиева)
- 5. Албена Вулева (ТВ водеща)
- 6. Елена Кучкова (Мис Плеймейт 2013, модел)
- 7. Кали (попфолк певица)
- 8. Ели Гигова (ТВ водеща)
- 9. Камелия Воче (ТВ водеща, певица)
- 10. Иво Аръков (актьор)
- 11. Атанас Месечков (танцьор, хореограф в Dancing Stars)
- 12. Зорница Линдарева (модел, бивша любовница на Стефан Манов)
- 13. Камелия Тодорова (джаз певица)
- 14. Ива Екимова (ТВ водеща)
- 15. Тити Папазов (треньор по баскетбол)
- 16. Евгени Минчев (светски PR)
- 17. Мартин Мартинов (Мистър България 2009, модел)

### Сезон 7
Сезон 7 („VIP Brother 2015“) стартира веднага след края на „Big Brother: 100% натурален“. Новия сезон получава мотото „VIP Brother: 100% напудрен“. На 19 октомври (ден 37) Преслава се завръща в къщата, но като специален гост и излиза в деня на финала (13 ноември). Победител в седмия сезон е Джино Бианкалана. 

#### Участници
Финално класиране:
- 1. Джино Бианкалана (бизнесмен) (победител)
- 2. Ернестина Шинова (актриса)
- 3. Кичка Бодурова (естрадна певица)
- 4. Станимир Гъмов (актьор)
- 5. Ритон (естраден дует)
- 6. Людмил Иларионов (режисьор, поп и попфолк певец)
- 7. Кристина Димитрова (естрадна певица)
- 8. Светлана Василева (модел)
- 9. Иво Танев (ТВ водещ, оперен и попфолк певец)
- 10. Катрин Вачева (модел)
- 11. Луна (попфолк певица)
- 12. Моника Валериева (модел)
- 13. Деян Топалски (MMA боец)
- 14. Преслава (попфолк певица)
- 15. Джорджано (любителски певец)
- 16. Пламен Богданов (участник в Big Brother 5)

### Сезон 8
Сезон 8 („VIP Brother 2016“) стартира на 11 септември 2016 г. Новия сезон получава мотото „VIP Brother: Играта загрубява“. На 26 септември Ники Кънчев обявява, че в къщата влиза третата чуждестранна звезда в българския VIP Brother – боксьорът Майк Тайсън, който влиза в къщата на 3 октомври (ден 23) и напуска на 6 октомври (ден 26). Победител е Миглена Ангелова.

#### Участници
Финално класиране:
- 1. Миглена Ангелова (ТВ водеща) (победител)
- 2. Ути Бъчваров (ТВ водещ)
- 3. Емануела (попфолк певица)
- 4. Борислав Комсийски (бизнесмен)
- 5. Христо Живков (актьор)
- 6. Рени (попфолк певица)
- 7. Валентин Михов (футболен функционер, бизнесмен)
- 8. Лили Вучкова (ТВ водеща, актриса)
- 9. Ирина Тенчева (ТВ водеща)
- 10. Десислава Цонева (журналистка)
- 11. Надя Иванова (ТВ водеща, актриса)
- 12. Георги Торнев (режисьор)
- 13. Роро Кавалджиев (продуцент, ТВ водещ)
- 14. Жана Бергендорф (поп певица, победител в X Factor)
- 15. Лара Златарева (ТВ водеща, актриса)
- 16. Глория Петкова (модел)
- 17. Явор Бахаров (актьор)
- 18. Алек Сандър (музикант)
- 19. Георги Софкин (шампион по бадминтон)
- гост участник:Майк Тайсън (боксьор)

### Сезон 9
Сезон 9 („VIP Brother 2017“) стартира на 11 септември 2017 г. Новия сезон получава мотото „Любовта е във VIP Brother“. Победител в деветия сезон е Йонислав Йотов.

#### Участници
Финално класиране:
- 1. Йонислав Йотов „Тото“ (рап певец) (победител)
- 2. Маргарита Хранова (поп певица)
- 3. Миглена Каканашева „Мегз“ (дизайнер)
- 4. Александра Богданска (модел, ТВ водеща)
- 5. Джулиана Гани (модел)
- 6. Даниел Петканов (репортер)
- 7. Енджи Касабие (диетоложка)
- 8. Сашка Васева (попфолк певица)
- 9. Борис Петров (готвач)
- 10. Даниел Златков (футболист)
- 11. Алфредо Торес (хореограф)
- 12. Ваня Щерева (актриса, писателка, певица)
- 13. Цветелин Маринов „Цуни“ (бизнесмен)
- 14. Антон Стефанов (журналист)
- 15. Дани Милев (музикант)
- 16. Мария (попфолк певица)
- 17. Алекс и Влади Димитрови (поп дует)

### Сезон 10
Сезон 10 („VIP Brother 2018“) стартира на 10 септември 2018 г. Новия сезон получава мотото „VIP Brother: Женско царство“. Победител в десетия сезон е Атанас Колев.

#### Участници
Финално класиране:
- 1. Атанас Колев (певец) (победител)
- 2. Константин Трендафилов „Папи Ханс“ (писател, поп певец)
- 3. Стефан Николов (бизнесмен)
- 4. Петко Димитров (бизнесмен)
- 5. Божана Кацарова (готвач, победител в MasterChef 3)
- 6. Ваня Костова (естрадна певица)
- 7. Ричард Величков (модел)
- 8. Лора Караджова (R&B певица)
- 9. Мира Добрева (ТВ водеща)
- 10. Розмари Тишер (модел)
- 11. Валентин Кулагин (гримьор)
- 12. Ева Найденова (естрадна певица)
- 13. Диона (рап певица)
- 14. Веселин Плачков (актьор)
- 15. Ванко 1 (рап певец)
- 16. Яна Димитрова (танцьорка, хореограф в Dancing Stars)
- 17. Нора Недкова (модел)

## Big Brother All Stars и Most Wanted
Big Brother All Stars и Most Wanted са два шоу-формата в които участват звезди от досегашни риалити формати. Времетраенето е един месец и четири седмици.

### Сезон 1
Първия сезон стартира на 19 ноември 2012 г. веднага след края на „VIP Brother 4“, под името „Big Brother All Stars 2012“. Водещ на предаванията на живо в понеделник и сряда е Ники Кънчев, а на т. нар. „дейли епизоди“ където се показват най-интересните събития от къщата в последните дни, водещ е Александра Сърчаджиева. Тези епизоди се излъчват от понеделник до събота от 20:00 ч. по Нова телевизия. Епизодите с Ники Кънчев са двучасови, а останалите – едночасови. Всеки делник от 13:30 до 15:30 има излъчване на живо от къщата по Диема Фемили, а в понеделник от 18:00 до 20:00 и от вторник до петък от 19:00 до 20:00 часа отново по Диема Фемили се излъчва най-интересното от къщата. Има и късно нецензурирано издание на шоуто от понеделник до петък от 23:45 до 00:30 по Нова телевизия. Победител е Никола Настески – Лестер, участник от балканския Big Brother.

#### Участници
Първоначално е обявено, че в предаването ще участват само реалити звезди от досегашните сезони на Big Brother в България. Впоследствие в официално прессъобщение е обявено, че в сезона ще вземат участие и хора участвали и в други формати в България като X Factor, Music Idol, Survivor и др., както и от чужди формати. В действителност в къщата влизат само хора от Big Brother, X Factor, както и 2 македонски шоута. Вяра, Надежда и Любов посрещат всички останали съквартиранти, тъй като те бяха специални гости в предишния сезон – VIP Brother 2012. На 28 ноември (ден 10) в шоуто влиза и фенът на предаването Стоян Дудов, който е избран след кастинг с хиляди кандидати, провел се в интернет. Желаещите да влязат в шоуто трябва да отговорят с видео на въпроса „Защо искам да вляза в Big Brother?“. Стоян Дудов излиза от къщата само 5 дена по-късно на 3 декември (ден 15). Същият ден в изданието на предаването Господари на ефира показват как преди да влезе в къщата на Big Brother All Stars 2012 Стоян е бил асистент в мисия, изпълнила се на живо в ефир по време на VIP Brother 2012. Показани са кадри и от гостуването му в предаването на същата телевизия Станция Нова, както и че участвал във видеоклипове на попфолк певици. Това създава усещането, че кастингът за фенове, искащи да влязат в къщата е бил „нагласен“.
Финално класиране:
- 1. Никола Настески „Лестер“ (22 г.; Veliki Brat 4, Бивша Югославия: Северна Македония, Сърбия, Хърватия, Черна гора, Босна и Херцеговина) (победител)
- 2. Найден Найденов „Нед“ (32 г.; Big Brother 1 и VIP Dance, България)
- 3. Борислав Борисов (31 г.; Big Brother 3, България)
- 4. Стойка Стефанова (33 г.; Big Brother 1, България)
- 5. Цеце Орешкова (24 г.; Fashion Stage, Северна Македония)
- 6. Лиляна Ангелова (31 г.; Big Brother 3, България)
- 7. Мирослав Георгиев (32 г.; Big Brother 2, България)
- 8. Вяра, Надежда и Любов Станчеви (27 г.; Big Brother 3, България)
- 9. Димитър Казълов „Дими“ (49 г.; Big Brother 1, България)
- 10. Панайот Кючуков „Пацо“ (29 г.; Big Brother 3, България)
- 11. Александра Апостолова „Сани Алекса“ (31 г.; X Factor 1, певица, България)

### Сезон 2
Втория сезон стартира на 18 ноември 2013 г. веднага след края на „VIP Brother 5“, под името „Big Brother All Stars 2013“. Водещ на предаванията на живо в понеделник и сряда е Ники Кънчев, а на т.нар „дейли епизоди“, където се показват най-интересните събития от къщата в последните дни, водещ е Александра Сърчаджиева. Тези епизоди се излъчват от понеделник до събота от 20:00 ч. по Нова телевизия. Епизодите с Ники Кънчев са двучасови, а останалите – едночасови. Победител във втория сезон е Златка Димитрова.

#### Участници
Финално класиране:
- 1. Златка Димитрова (29 г.; VIP Brother 4 и Бягство към победата, Мис Playmate 2009, модел) (победител)
- 2. Леонардо Бианки „Лео“ (39 г.; Big Brother 2, певец и ТВ водещ)
- 3. Любомир Милчев „Денди“ (50 г.; VIP Brother 1, писател)
- 4. Райна (32 г.; VIP Brother 1 и VIP Dance, попфолк певица)
- 5. Златка Райкова (27 г.; Островът на изкушението, Мис Playmate 2007)
- 6. Станислав Илиев „Финдо“ (32 г.; Survivor 2)
- 7. Ели Владкова (38 г.; Big Brother Family)
- 8. Маги Желязкова (39 г.; VIP Brother 2, Мисис България 2003)
- 9. Кирил Вълчев (42 г.; VIP Brother 1, бизнесмен)
- 10. Пенка Георгиева (20 г.; Мис България 2013)
- 11. Jeason Brad Lewis (29 г.; X Factor 1, певец)
- 12. Недялко Лазаров (40 г.; Big Brother 2)

### Сезон 3
Третия сезон стартира на 19 ноември 2014 г. веднага след края на „VIP Brother: Образцов дом“, под името „Big Brother All Stars 2014“. Водещ на предаванията на живо в понеделник и сряда е Ники Кънчев, а на т.нар „дейли епизоди“, където се показват най-интересните събития от къщата в последните дни, водещ е Александра Сърчаджиева. Тези епизоди се излъчват от понеделник до петък от 20:00ч. по Нова телевизия. Епизодите с Ники Кънчев са двучасови, а останалите – едночасови. Победител в третия сезон е Тодор Славков.

#### Участници
Финално класиране:
- 1. Тодор Славков (43 г.; VIP Brother 3, бизнесмен, син на Иван Славков и внук на Тодор Живков) (победител)
- 2. Катерина Евро (58 г.; VIP Brother 2, актриса)
- 3. Христо Трифонов (43 г.; Big Brother Family)
- 4. Калина Паскалева (28 г.; Островът на изкушението)
- 5. Николай Първанов „Ники Китаеца“ (30 г.; VIP Brother 2, фитнес инструктор, екс продуцент, бивш интимен приятел на Азис)
- 6. Емил Каменов (34 г.; Къртицата 2)
- 7. Петя Буюклиева (55 г.; Музикална академия, естрадна певица)
- 8. Пламена Петрова (25 г.; Music Idol 2, поп и попфолк певица)
- 9. Борислав Захариев (33 г.; VIP Dance, актьор)
- 10. Бони (41 г.; VIP Brother 4 и Великолепната шесторка 2, попфолк певица)

### Сезон 4
Четвъртия сезон стартира на 16 ноември 2015 г. веднага след края на „VIP Brother: 100% напудрен“, под името „Big Brother All Stars 2015“. Водещ на предаванията на живо в понеделник и сряда е Ники Кънчев, а на т.нар „дейли епизоди“, където се показват най-интересните събития от къщата в последните дни, водещ е Александра Сърчаджиева. Тези епизоди се излъчват от понеделник до петък от 20:00 ч. по Нова телевизия. Епизодите с Ники Кънчев са двучасови, а останалите – едночасови. Победител в четвъртия сезон е Деси Слава.

#### Участници
Финално класиране:
- 1. Деси Слава (36 г., VIP Brother 2 и Пей с мен, попфолк певица) (победител)
- 2. Ваня Джаферович (32 г., Survivor 5, бивш футболист)
- 3. Евгени Минчев (52 г., VIP Brother 6, светски ПР)
- 4. Ваня Червенкова (48 г., VIP Brother 5, собственик на акционерни дружества)
- 5. Соня Колтуклиева (58 г., VIP Brother 4, журналист)
- 6. Борислав Атанасов (30 г., Къртицата 2)
- 7. Къци Вапцаров (52 г., VIP Brother 4 и Като две капки вода 2, ТВ водещ)
- 8. Йоана Захариева (38 г., VIP Brother 5, поп певица)

### Сезон 5
Петия сезон стартира на 13 ноември 2017 г. веднага след края на „Любовта е във VIP Brother“, под името „Big Brother: Most Wanted 2017“. Водещ на предаванията на живо в понеделник и сряда е Ники Кънчев, а на т.нар „дейли епизоди“, където се показват най-интересните събития от къщата в последните дни, водещ е Александра Сърчаджиева. Тези епизоди се излъчват в понеделник от 20:00 ч. и от вторник до петък от 21:00 ч. по Нова телевизия. Епизодите с Ники Кънчев са двучасови, а останалите – едночасови. Победител в петия сезон за втори път е Джино Бианкалана.

#### Участници
Финално класиране:
- 1. Джино Бианкалана (34 г., VIP Brother 7, бизнесмен) (победител)
- 2. Константин (41 г., VIP Brother 1, попфолк певец)
- 3. Динко Вълев (30 г., Фермата 2, бизнесмен)
- 4. Димитър Ковачев „Фънки“ (57 г., VIP Brother 4, продуцент, музикант)
- 5. Светлана Василева (29 г., VIP Brother 7, модел)
- 6. Людмила Захажаева (64 г., VIP Brother 6)
- 7. Зорница Линдарева (35 г., VIP Brother 6, модел)
- 8. Луна (46 г., VIP Brother 7, попфолк певица)
- 9. Мариела Нордел (49 г., MasterChef 1)
- 10. Dee (33 г., Фермата 2, рап певец)
- 11. Дебора (26 г., Мис Северозападна България 2009, попфолк певица)
- 12. Кирил Симеонов (32 г., Big Brother 5)

### Сезон 6
Шестия сезон стартира на 5 ноември 2018 г. веднага след края на „VIP Brother: Женско царство“, под името „Big Brother: Most Wanted 2018“. Водещ на предаванията на живо в понеделник и сряда е Ники Кънчев, а на т.нар „дейли епизоди“, където се показват най-интересните събития от къщата в последните дни, водещи са Александра Сърчаджиева и Азис. Тези епизоди се излъчват в понеделник от 20:00 ч. и от вторник до петък от 21:00 ч. по Нова телевизия. Епизодите с Ники Кънчев са двучасови, а останалите – едночасови. Победител в шестия сезон е Уош Ем Си.

#### Участници
Финално класиране:
- 1. Уош Ем Си (34 г.; VIP Brother 6, рап певец) (победител)
- 2. Джулиана Гани (27 г.; VIP Brother 9, модел)
- 3. Никита Джонсън (41 г.; Big Brother 5)
- 4. Станимир Гъмов (44 г.; VIP Brother 7 и Като две капки вода 1, актьор)
- 5. Златка Райкова (32 г.; Островът на изкушението, Big Brother All Stars 2 и Като две капки вода 6, Мис Playmate 2007, дизайнер) и Благой Георгиев (36 г.; Черешката на тортата, футболист)
- 6. Албена Вулева (42 г.; VIP Brother 6 и Звездни стажанти, ТВ водеща)
- 7. Цветан Андреев (33 г.; Черешката на тортата, гримьор)
- 8. Стойко Сакалиев (39 г.; VIP Brother 5, футболист)
- 9. Стоян Роянов „Я-Я“ (44 г.; Евровизия 2008, музикант)
- 10. Емануела (37 г.; VIP Brother 8 и Къртицата 1, попфолк певица)
- 11. Весела Нейнски (47 г.; VIP Brother 1, оперна певица, актриса)
- 12. Евгения Калканджиева (43 г.; VIP Brother 6 и Къртицата 1, Мис България 1995, модел)